# Dakariella dabrowni
Dakariella dabrowni är en mossdjursart som först beskrevs av Rogick 1962.  Dakariella dabrowni ingår i släktet Dakariella och familjen Smittinidae. Inga underarter finns listade i Catalogue of Life.